# Однокористувацька гра
Однокористувацька гра, або одноосібна гра (від англ. single-player) — тип відеоігор, ігровий процес і дизайн яких розрахований на одночасну гру лише одним користувачем. Існують відеоігри, де присутня можливість грати кільком чи багатьом особам, і в таких іграх режим для одного гравця може також мати назву самітний режим, гра наодинці — на протиставлення до «гра в мережі» або «багатоосібна гра». У неофіційних локалізаціях також часто використовується англіцизм "сінгелплеєр"
Перші ігри, як-от Tennis for Two (1958), Spacewar! (1962), і Pong (1972) були симетричними іграми, розрахованими на двох гравців. Ігри із самітним режимом здобули популярність уже пізніше, з появою ігор Speed Race (1974) і Space Invaders (1978).